# Metronom (hudební skupina)
Metronom byla karlovarská hudební skupina činná v letech 1964 až 1991. Kapelníkem skupiny byl trumpetista, hráč na klávesové nástroje, skladatel a aranžér Ivan Šendera. Po amatérských začátcích s převážně jazzovým repertoárem se v roce 1966 skupina zprofesionalizovala. Žánrově se pohybovala mezi rockovou a taneční popovou hudbou, s prvky country, jazzu i šansonu. Pro Metronom byl charakteristický vícehlasý zpěv a melodičnost, i v období kdy hrál tvrdší rock. Ve skupině se vystřídala řada hudebníků. Hlavními zpěváky skupiny byli Petr Šendera (téměř po celou dobu existence skupiny) a Jana Hornofová (v letech 1970 až 1985). Skladby Ivana Šendery a texty Jany Hornofové tvořily podstatnou část vlastní tvorby skupiny. Ze známějších hudebníků ve skupině určitou dobu působili Hana Křížková, Vlasta Koudelová a František Ringo Čech. Metronom často jezdil na turné do Polska, podle pamětníků byl tehdy v Polsku populárnější než v Československu.

## Diskografie
- sedmnáct singlů v letech 1969 až 1981 (Panton, Supraphon)
- kompilační album Metronom, kompletní nahrávky 1969-1972 (2009)
- kompilační album Metronom (Supraphon, 2016)

## Písničky (výběr)
- „Co já vím“ (Ivan Šendera / Miroslav Černý)
- „Divný pán“ (Ivan Šendera / Jana Hornofová)
- „Hrej mi“ (originál The Kinks: „Dandy“ / č. text Vladimír Poštulka)
- „Chci ohněm psát tvé jméno“ (originál Shocking Blue: „I'll Write Your Name Through the Fire“ / č. text Jana Hornofová)
- „Já vím“ (Petr Loužil)
- „Je mi hej“ (originál Billy Swan: „I Can Help“ / č. text Vlasta Koudelová)
- „Jednu lásku mám“ (Ivan Šendera / Jana Hornofová)
- „Konečná“ (Petr Šendera / Vlasta Koudelová)
- „Mademoiselle Ninette“ (originál Soulful Dynamics / č. text Zbyněk Pól)
- „Mávám“ (Ivan Šendera / Jana Hornofová)
- „Nápěv na dvě hlásky“ (Ivan Šendera / Jaroslav Zink)
- „Pavlína“ (Ivan Šendera / Jana Hornofová, Jarda Bier)
- „Pojď, přece nebudeš se bát“ (originál Riccardo Del Turco "Luglio“ / č. text Jaroslav Zink)
- „Povídá se povídá“ (Ivan Šendera / Jaroslav Zink)
- „Překroč můj práh“ (Ivan Šendera, R. Sadílková)
- „Rudovous“ (Ivan Šendera / Jana Hornofová)
- „Stosedmkrát“ (originál The Hollies: „Sorry Suzanne“ / č. text Vladimír Poštulka)
- „Týden“ (originál The Archies: „Sugar, Sugar“ / č. text Zbyněk Pól)
- „Zavolej“ (Ivan Šendera / Jana Hornofová)
- „Zítra“ (Ivan Šendera / Jana Hornofová)
- „Zlaté ráno“ (Ivan Šendera / Jana Hornofová)